# Alja Lipavic Oštir
Alja Lipavic Oštir, slovenska jezikoslovka, * 1965, Maribor, SR Slovenija.

## Življenje in izobraževanje
Alja Lipavic Oštir se je rodila leta 1965. Maturirala je na mariborski gimnaziji ter nadaljevala s študijem nemškega jezika in književnosti ter slovenskega jezika in književnosti na Filozofski fakulteti v Ljubljani in Pedagoški fakulteti v Mariboru.
Po zaključku študija je v letih 1987 do 1992 najprej vodila tečaje nemščine za otroke in odrasle na Ljudski univerzi v Mariboru, potem pa je eno leto učila nemški jezik  na srednji strojni šoli v Mariboru. Leta 1997 je magistrirala iz nemškega jezika, leta 2001 pa doktorirala na temo gramatikalizacije analitičnega rodilnika v nemščini in slovenščini.
Od leta 1999 se je ukvarjala s prevodi literarnih del iz nemškega v slovenski jezik ter na Oddelku za germanistiko koordinirala pripravo bolonjskih študijskih programov. Od leta 2012 deluje tudi kot gostujoča profesorica na programih druge in tretje stopnje Oddelka za germanistiko na Filozofski fakulteti Univerze Sv. Cirila in Metoda v Trnavi na Slovaškem. V letih 2012 do 2015 je bila prodekanja za študijske zadeve na Filozofski fakulteti Univerze v Mariboru, v letih 2012 do 2019 pa prav tam vodja Centra za vseživljenjsko izobraževanje.
Delovala je tudi kot gostujoča profesorica. Leta 2017 je v poletnem semestru gostovala na programu druge stopnje Inštituta za germanistiko Univerze v Bernu, v Švici, v zimskem pa na germanistiki Univerze v Vilni, v Litvi. Gostovanje v Litvi je ponovila v zimskem semestru leta 2019.
Poleg že omenjenih gostovanj je imela posamična predavanja na mnogih tujih univerzah. Leta  2005 v Chemnitzu (Nemčija) ter na Filozofski fakulteti v Ljubljani, 2009 v Wroclawu na Poljskem, 2011 v Odrinu v Turčiji, 2012 v Szegedu na Madžarskem, 2013 v Brnu na Češkem ter leta 2015 v Kansasu v Združenih državah Amerike.
Njena glavna raziskovalna področja so jezikovni stiki, teorija gramatikalizacije ter sociolingvistika (še posebej večjezičnost, jezikovna in šolska politika ter jezikovne biografije). Poleg tega se ukvarja z metodo CLIL (Content Language Integrated Learning), ter s problemskim poukom.
Alja Lipavic Oštir je tudi članica Nemškega združenja za uporabno jezikoslovje (GAL), v letih 2001 do 2005 pa je delovala kot tajnica in strokovna sodelavka predmetne komisije za nemški jezik za pripravo nacionalnih preizkusov znanja v osnovni šoli (NPZ). Od leta 2021 je članica uredniškega odbora periodike Schnittstelle Germanistik: Forum für Deutsche Sprache, Literatur und Kultur des mittleren und östlichen Europas, ki izhaja pri založbi Univerze v Heidelbergu.

## Delo

### Mednarodni projekti
Sodelovala je in še sodeluje pri številnih mednarodnih projektih, vezanih na CLIL metodo: CLILiG, kjer je bila koordinatorica za Slovenijo, Problemorientierter Soft CLIL Ansatz für nichtenglischen FS-Unterricht kot vodja projekta in CLIL in languages other than English – Successful transitions across educational stages kot članica mreže ekspertov.
Sodeluje tudi pri mednarodnih projektih v povezavi z digitalizacijo in olajšavo učenja tujih jezikov: Readme.cc – virtuelle Bibliothek, kjer je bila koordinatorica za Slovenijo, je bila pa tudi članica Multilingualism Accelerator – A method to boost foreign language learning and raise language awareness, in je še vedno članica Germanistik Digital, v sklopu projekta Erasmus+.

### Nacionalni projekti
V Sloveniji sodeluje predvsem na projektih iz področja jezikovnega pouka: Proučevanje možnosti novih pristopov in analiza dilem pri uvajanju nejezikovnih vsebin v jezikovni pouk v srednjih šolah v Sloveniji, kot odgovorna nosilka projekta, Uvajanje tujega jezika in medkulturnega/medjezikovnega uzaveščanja v prvo vzgojnoizobraževalno obdobje v OŠ kot članica, pedagoška mentorica pri projektu Izdelava tujejezičnih gradiv za pomoč pri vodenju jezikovno mešanih turističnih skupin, prav tako pedagoška mentorica Izdelava interdisciplinarnega gradiva za pouk nemščine v drugem triletju osnovne šole, in članica projekta Jeziki štejejo – JEŠT.
Poleg tega na dveh projektih iz področja sociolingvistike: članica projekta Slovenska identiteta in kulturna zavest v jezikovno in etnično stičnih prostorih v preteklosti in sedanjosti in sodelovala je pri projektu Frazeologija nemškega jezika. Nemško-slovenski medkulturni in kontrastivni vidiki.
In na področju prevajalstva pri projektu Slovenski prevodi nemških besedil v obdobju 1848–1918 kot članica.

### Metoda CLIL
Kratica CLIL pomeni Content Language Integrated Learning. Nanaša se na metodo učenja tujih jezikov, pri kateri se učenci učijo nejezikovnih prvin (npr. matematike, zgodovine, geografije) v tujem jeziku. Tak način učenja tujega jezika naj bi bil bolj efektiven, saj se učenci jezika učijo v njegovem naravnem okolju – skozi rabo in sporazumevanje.
Glavni prednosti metode CLIL sta zviševanje otrokove motivacije za učenje jezika, saj se otrok jezika uči intuitivno, ter širjenje otrokove splošne razgledanosti, saj se otrok v tujem jeziku ne uči o jezikovnih prvinah danega jezika, temveč o vsebinah iz najrazličnejših področij. 

### ECML – Evropski center za moderne jezike
Evropski center za moderne jezike je organizacija, ki deluje pod okriljem Sveta Evrope, in se nahaja v Gradcu. V centru je 34 držav članic. Center skuša članicam pomagati pri vzpostavitvi uspešne politike poučevanja jezikov. To počne skozi vzpostavljanje dialoga in sodelovanja med tistimi, ki delujejo na tem področju, in s podporo najrazličnejšim projektom. Poleg tega Center organizira jezikovne delavnice, pripravlja kolokvije in konference, podeljuje štipendije in sodeluje s sorodnimi organizacijami. 
Center ima Upravni odbor, v katerem ima vsaka od držav članic svojega predstavnika. Ta odbor sprejema program za štiriletna obdobja. V Centru sodelujejo tudi slovenski predstavniki, predvsem učitelji tujih jezikov, svetovalci iz zavoda RS za šolstvo in načrtovalci jezikovne politike.

### Projekt Jeziki štejejo
Bistveni prizadevanji projekta Jeziki štejejo sta vzpostavljanje okolja, ki spodbuja k učenju tujega jezika, ter promocija medkulturnosti. 
Organizatorji projekta nameravajo na podlagi analize dejavnikov, ki vplivajo na vzpostavitev podpornega učnega okolja, izdati smernice, ki bodo pomagale vzpostaviti učno okolje, naklonjeno večjezičnosti. Ustanove in učni zavodi, ki bodo v skladu s smernicami vzpostavili podporno učno okolje, bodo prejeli jezikovno izkaznico.
Cilj projekta je tudi spodbuditi vključevanje medkulturnih vsebin v jezikovne in nejezikovne predmete. Pedagoške delavce pozivajo, naj s promocijo medkulturnosti med učenci spodbujajo razvoj kritične kulturne zavesti, ter s tem pri njih zmanjšujejo možnosti za prevzemanje predsodkov in stereotipov iz okolice. 
Projekt obenem obrača pozornost na jezike, ki so bili v bližnji preteklosti zanemarjeni ali spregledani, to so predvsem jeziki priseljencev in klasični jeziki.
Projekt financirata [[Evropski socialni sklad in Ministrstvo za izobraževanje, znanost in šport. V njem sodeluje tudi Filozofska fakulteta Univerze v Ljubljani, kjer sta zanj odgovorni Nataša Pirih Svetina in Andreja Retelj.
Sveta Evrope